# 澄川真琴
澄川 真琴（すみかわ まこと、1964年3月31日 - ）は、日本の元女優、元声優。本名、砂川 京世（すながわ たかよ）。旧姓名、角川 京世（すみかわ たかよ）、別名義、高野槇 じゅん（こうやまき じゅん）。夫は元JACブラザースの砂川真吾。
大阪府藤井寺市出身。大阪府立西浦高等学校卒業。

## 来歴
高校卒業後、OLを経て1983年に千葉真一が主宰するジャパンアクションクラブ (JAC) の京都養成所に入所。1984年にJACの正式メンバーとなる。
『ゆかいな海賊大冒険』（1984年）でデビュー後、1985年のテレビドラマ『影の軍団IV』のお松役に抜擢され、初レギュラー出演。1986年には、特撮テレビドラマ『時空戦士スピルバン』にダイアナ（ダイアナレディ）役でレギュラー出演。
1987年に『超人機メタルダー』にゲスト出演したのちにJACを退団するが、JACのメンバーで、1990年に『地球戦隊ファイブマン』で銀河の牙ザザを演じた渡辺元子とともに東映撮影所に遊びに訪れた際に、東映プロデューサーから声をかけられて『仮面ライダーBLACK RX』のヒロイン・白鳥玲子役に選ばれJACに復帰する。この時、樹木の高野槇にあやかり一本上に伸びるという意味を込めて高野槇 じゅんと改名。この間の1987年には、OVA『デビルマン』で牧村美樹役で声優に挑戦している。
結婚を機に芸能界を引退し、主婦業に専念していた。2014年以降特撮イベント、映像作品に出演している。

## エピソード
普段から関西弁を使っていたことから、デビュー当時の紹介記事では「関西なまりを治すことのほか、課題は山ほど」と答えている。また、『スピルバン』の撮影でも標準語のアクセントについて指摘されていたことから、JACの同期で『スピルバン』と同時期に制作されていた『超新星フラッシュマン』で、ルー / ピンクフラッシュ役で出演していた吉田真弓に標準語のアクセントについて相談していたが、2005年の雑誌『東映ヒーローMAX』に掲載された座談会の中で、引退後は関西弁に戻ってしまったと答えている。
『スピルバン』のダイアナのアクションについて、アクション監督の金田治が女性的なアクション指導をしていたため、カンフー映画のように殴り合いのようなアクションをもっとやりたかったと述べている。
『デビルマン』の牧村美樹役はオーディションであるが、監督の飯田つとむが『スピルバン』のファンだったことから、飯田からオファーされたものだった。

## 出演

### テレビドラマ
- 影の軍団IV（1985年4月2日 - 10月1日、KTV） - お松
- 影の軍団 幕末編（1985年10月7日 - 12月30日、KTV）
- 月曜ドラマランド（CX）
  - 意地悪お手伝いさん(4)（1985年11月25日）
  - いたずらキャンパスギャル！突撃としこ(2)（1985年12月9日）
  - 透明少女（1986年3月1日）
- メタルヒーローシリーズ（ANB）
  - 時空戦士スピルバン（1986年 - 1987年） - ダイアナ / ダイアナレディ[注釈 1]
  - 超人機メタルダー 第25話「とびだせ！ジャック電撃応援団」、26話「ぶっちぎり！炎のジャック野郎」 （1987年） - 美樹
  - 特警ウインスペクター 第37話「アマゾネス来襲」（1990年） - ナビア（高野槙じゅん名義）
- 仮面ライダーBLACK RX（1988年 - 1989年、MBS） - 白鳥玲子（高野槇じゅん名義）

### 映画
- コータローまかりとおる!（1984年）
- 法華戦隊ミョウレンジャー（2020年） - 監督・撮影・編集・VFX 秋武裕介（澄川真琴 名義）

### ミュージカル
- ゆかいな海賊大冒険（1984年）
- 酔いどれ公爵（1985年） - 靴みがき

### 声優　テレビアニメ
- 人魚姫 マリーナの冒険（1991年） - マリーナ

### 声優　OVA
- デビルマン 誕生編（1987年） - 牧村美樹
- デビルマン 妖鳥死麗濡編（1990年） - 牧村美樹（高野槇じゅん名義）
- CBキャラ 永井豪ワールド（1990年 - 1991年）- 牧村美樹

### 配信作品
- 真.work out vol.7.8（2023年、YOUTUBE-T's ism /Takeshi Maya） - 娘の樹里とともに出演（澄川真琴 名義）

### イベント
- 東映まんがまつりスペシャル仮面ライダーBLACK RXショー（1989年7月30日、新宿伊勢丹-東京）
- 緊急赤射！渡洋史 大阪上陸記念トークイベント-シークレットゲスト（2014年9月13日、STAGE+PLUS-大阪）
- 第18回　昭和のヒーロー-共演・村上潤、渡洋史 （2017年6月4日、中野サンプラザ　15階-東京）
- えんためフェス ヒロインから学ぶ夢の叶え方-共演・森下雅子（2023年2月5日、中野サンプラザ　15階-東京）
- 澄川真琴 ファンミーティング　まこっちゃん祭り　ゲスト・Juli（2024年2月25日、ヴォックス（VOXX)-大阪）
- 澄川真琴 ファンミーティング　まこっちゃん祭り2　ゲスト・小島裕子、吉田真弓、渡辺元子（2024年11月26日、伽琉駝門カフェ（カルダモンカフェ）-大阪）
- 澄川真琴 ファンミーティング　まこっちゃん祭り3　ゲスト・渡洋史、Juli（2025年3月30日、新横浜ブルーオーシャン-横浜）

### 音楽
- ダイアナ・アクション-作詞：冬杜花代子、作曲：田中公平、編曲：美野春樹
  - (LP)時空戦士スピルバンヒット曲集-A3 （ 日本コロムビア – CQ-7114、1986年7月1日）

### 出版
- 別冊テレビジョンドラマ影の軍団写真集（放送映画出版1985年）
- ひかりのくにテレビ絵本時空戦士スピルバン（ひかりのくに1986年）
- 時空戦士スピルバン写真集（徳間書店1986年）
- テレビランド増刊カラーグラフ 時空戦士スピルバン（徳間書店1986年）
- テレビランドフィルムブック 時空戦士スピルバン（徳間書店1986年 ）
- TLわんぱっくちび時空戦士スピルバン（徳間書店1986年）
- 時空戦士スピルバン大図鑑（講談社1986年）
- 時空戦士スピルバンせんとう図鑑（講談社1986年）
- 時空戦士スピルバンひみつ図鑑（講談社1986年）
- フォトストーリー時空戦士スピルバン（講談社1986年）
- 時空戦士スピルバン大百科（勁文社1986年）
- セイカのかるた時空戦士スピルバン（セイカ1986年）
- 特撮ヒロイン2（徳間書店1987年）
- 東映特撮ヒロイン写真集 Red（徳間書店2000年）
- 東映ヒロインMAX 2005 Vol. 01（辰巳出版2005年） - 座談会
- 仮面ライダーBLACK RX大百科（勁文社1988年）
- ヒーロースペシャル 仮面ライダーBLACK（勁文社1988年）
- カラーワイド 仮面ライダーBLACK（小学館1988年）
- てれびくんDX 仮面ライダーBLACK & 仮面ライダーBLACK RX超全集 完全版（小学館1992年）
- 仮面ライダー大図鑑 7 （バンダイ1992年）
- 講談社シリーズMOOK仮面ライダーBLACK RX（講談社2016年）
- 仮面ライダーBLACK & 仮面ライダーBLACK RX CHRONICLE（KADOKAWA2020年）